# Bakenessergracht
De Bakenessergracht is een gracht in het centrum van de Noord-Hollandse stad Haarlem.

## Geschiedenis
Van oorsprong was Bakenes een landtong ten zuidoosten van het centrum van Haarlem, vrijwel omsloten door een bocht in het Spaarne. De naam  is waarschijnlijk afgeleid van nes (neus) en wijst op de vorm van de landtong, waarop een baken voor de schepen zou hebben gestaan. In de 14e eeuw kwam dit gebied binnen de stadsgrenzen van Haarlem te liggen; voordien was de Bakenessergracht de grens van Haarlem. In de jaren 30 van de twintigste eeuw waren er plannen de gracht te dempen. Door onder meer de inspanningen van de Rijnlandsche Academie, opgericht door Harry Prenen en Godfried Bomans, werd dit voorkomen.

De gracht loopt van het Spaarne tot aan de Nieuwe Gracht. Drie bruggen, de Wildemansbrug, Begijnebrug en de Korte Jansbrug, verbinden de westkade met de oostkade.

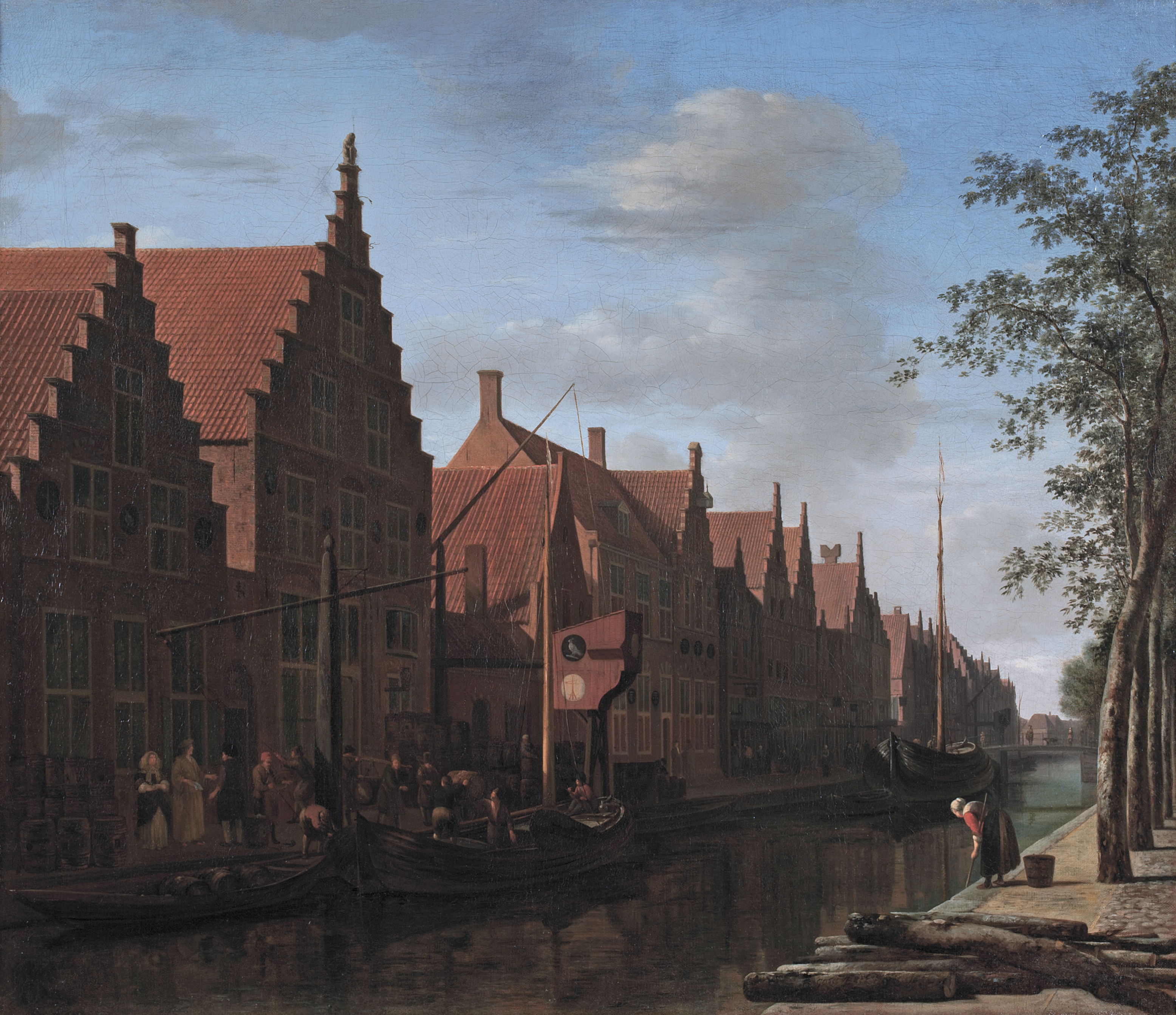
De Bakenessergracht in 1662 met de brouwerij De passer en de Valk (Gerrit Berckheyde)

## Monumenten
Aan de gracht staan tientallen rijksmonumenten. Zie hierrvoor de lijst van rijksmonumenten aan de Bakenessergracht.